# 平泉北站
平泉北站是京哈客运专线京沈段的一座车站，位于河北省承德市平泉市平泉镇猴山沟村与城北村交界处，2018年12月29日随京哈高速线承沈段一同投入使用，现由中国铁路北京局集团有限公司承德车务段管辖。

## 车站结构
平泉北站以“契丹祖源，圣地平泉”为设计理念，总建筑面积9992.3平方米，候车厅面积1879.2平方米。本站站场设2座站台、4股道。
|          |                                           |
| 侧式站台 |                                           |
| 2站台    | 京沈客运专线 往沈阳方向（牛河梁站）       |
| 通过线   | 京沈客运专线下行列车通过线                |
| 通过线   | 京沈客运专线上行列车通过线                |
| 1站台    | 京沈客运专线 往北京朝阳方向（承德县北站） |
| 侧式站台 |                                           |
| 站房     | 进站口、售票、候车、检票口                |